# Eamonn Coghlan
Eamonn Coghlan (* 24. listopadu 1952) je bývalý irský atlet, běžec na střední a dlouhé tratě, mistr světa v běhu na 5000 metrů z roku 1983.
Na olympiádě v Montrealu v roce 1976 doběhl čtvrtý v závodě na 1500 metrů. Na evropském šampionátu v Praze v roce 1978 získal v této disciplíně stříbrnou medaili, z halového mistrovství Evropy o rok později si přivezl zlato za vítězství v běhu na 1500 metrů. V dalších letech se věnoval zejména běhu na 5000 metrů. Na olympiádě v Moskvě v roce 1980 doběhl na této trati čtvrtý a stal se mistrem světa při premiéře světového šampionátu v Helsinkách v roce 1983.
Během sportovní kariéry vytvořil šest světových rekordů na různých tratích. V 83 závodech zaběhl 1 míli v čase pod čtyři minuty, naposledy v roce 1994. Stal se jediným běžcem v historii, který takového výkonu dosáhl po ukončení 40 let. Jeho osobní rekord na 1 míli je 3:51,59 z roku 1983, v běhu na 3000 metrů je jeho nejlepší výkon 7:37,60 z roku 1980. Trať 5000 metrů běžel nejrychleji za 13:28,53 (v roce 1983).
V květnu 2011 ho irský premiér Enda Kenny jmenoval senátorem. Působil jako nezávislý do února 2012, kdy vstoupil do strany Fine Gael.

## Osobní rekordy
Hala
- Běh na 1 míli	– 3:49,78, East Rutheford, 27.2. 1983 - Současný evropský rekord